# Salomos dammar

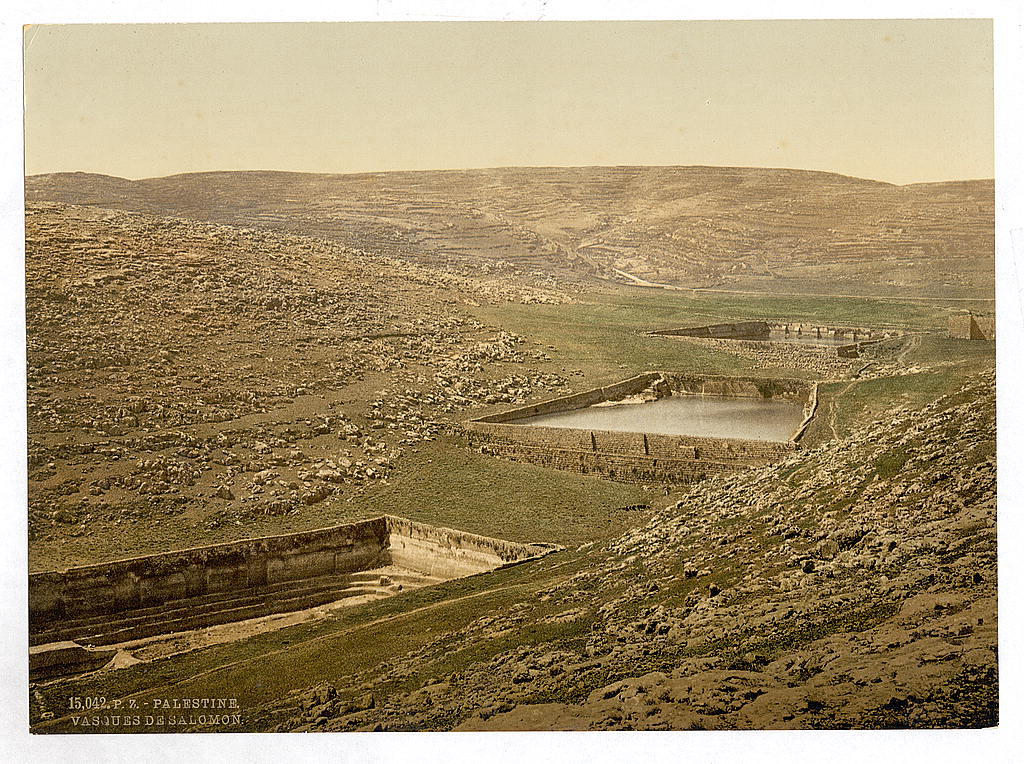
Salomos dammar mellan åren 1890 och 1905.

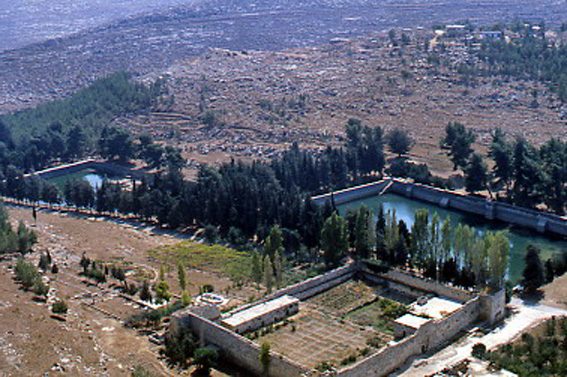
Salomos dammar år 1981.

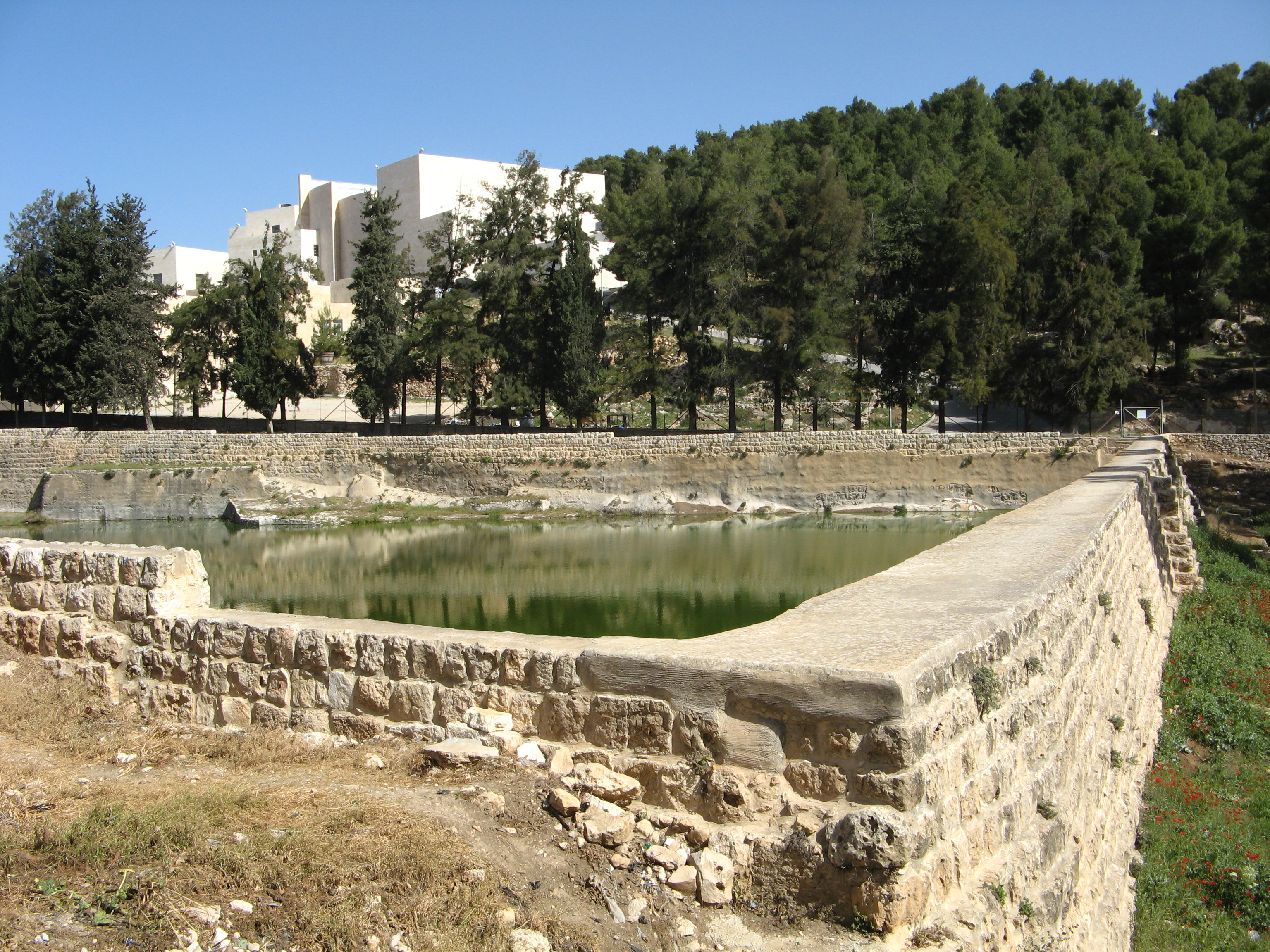
Dammen i mitten.

Salomos dammar (arabiska: برك سليمان, Burak Suleīmān, hebreiska: בריכות שלמה, Breichot Shlomo) är tre gamla reservoarer som ligger i södra delen av centrala Västbanken, intill den södra delen av den palestinska byn al-Khader, cirka fem kilometer sydväst om Betlehem och nära vägen till Hebron.

## Beskrivning
De tre stora reservoarerna ligger efter varandra i rad, ett tiotal meter ifrån varandra, där fallhöjden från en damm till en annan är cirka sex meter. Dammarna är rektangulära eller trapetsformade, delvis huggna i berggrunden och delvis byggda av stenar. De är mellan 118 och 179 meter långa och 8 till 16 meter djupa. Totala kapaciteten är mer än en kvarts miljon kubikmeter. 
Dammarna var en del av ett komplext gammalt vattensystem som ursprungligen byggdes någon gång från år 100 f.Kr. till cirka år 30. Vid sin höjdpunkt gav systemet vatten till Jerusalems tempel, liksom till ökenfästningen och staden Herodium. På den tiden matades dammarna genom två akvedukter, av flera vattenkällor från den omgivande landsbygden, inklusive en belägen under den nedre dammen, liksom av regnvatten som kom från ovanliggande kullar. Dammarna fungerade som förvaring och distribution, där de båda matarakvedukter förde vatten till dammarna från bergen i söder. Det uppsamlade vattnet fördes sedan vidare av två andra akvedukter som leder från dammarna norrut till Jerusalem, plus en annan väg österut till Herodium. Spår av alla fem inledande akvedukter har hittats.